# Roberto Di Maio
Roberto Di Maio (Napoli, 21 settembre 1982) è un ex calciatore italiano naturalizzato sammarinese, di ruolo difensore.

## Biografia
Dopo aver sposato la sammarinese Cristina Forcellini, il 15 gennaio 2023 ottiene la cittadinanza sammarinese.

## Caratteristiche tecniche
Ricopriva il ruolo di difensore centrale, abile nel gioco aereo, dote che lo rendeva un avversario pericoloso su palla inattiva.

## Carriera

### Club
Inizia la propria carriera con la Virtus Castelfranco, con cui esordisce in Serie D a 18 anni. Dopo aver giocato quattro anni con il San Marino, il 17 luglio 2008 viene ingaggiato dal Catanzaro. Il 30 agosto 2010 rescinde l'accordo con il Catanzaro, firmando un biennale con la Nocerina, con cui a fine stagione vince il campionato, contribuendo al ritorno in Serie B dei molossi dopo 32 anni. A questo successo segue quello della Supercoppa di Lega Pro Prima Divisione.
Esordisce in Serie B il 27 agosto 2011 in Sassuolo-Nocerina (3-1), bagnando l'esordio con una rete. Nonostante si renda autore di una buona stagione a livello personale, non riesce ad evitare la retrocessione della squadra. Il 10 settembre 2012 viene tesserato dal Lecce, in Lega Pro Prima Divisione.
Il 16 luglio 2014 firma un contratto annuale con il Rimini, in Serie D. Archiviata la promozione in Lega Pro, il 12 gennaio 2016 scende nuovamente di categoria, accordandosi con il Gubbio. A fine stagione la squadra vince il campionato, tornando in Lega Pro a distanza di un anno.
Nel 2017 viene ingaggiato da La Fiorita – formazione sammarinese – per disputare i preliminari di UEFA Champions League. Esordisce nelle competizioni europee il 28 giugno 2017 in Linfield-La Fiorita (1-0). L'8 luglio 2022 viene tesserato dal Cosmos.

### Nazionale
Nel 2023 viene convocato in nazionale dal CT Fabrizio Costantini in vista degli impegni contro Irlanda del Nord e Slovenia. Esordisce con la nazionale sammarinese il 23 marzo 2023 –  all'età di 40 anni, 6 mesi e 2 giorni – contro l'Irlanda del Nord, gara valida per le qualificazioni agli Europei 2024.

## Statistiche

### Presenze e reti nei club
Statistiche aggiornate all'8 ottobre 2023.
| Stagione          | Squadra             | Campionato        | Campionato | Campionato | Coppe nazionali | Coppe nazionali | Coppe nazionali | Coppe continentali | Coppe continentali | Coppe continentali | Altre coppe | Altre coppe | Altre coppe | Totale | Totale |
| Stagione          | Squadra             | Comp              | Pres       | Reti       | Comp            | Pres            | Reti            | Comp               | Pres               | Reti               | Comp        | Pres        | Reti        | Pres   | Reti   |
| ----------------- | ------------------- | ----------------- | ---------- | ---------- | --------------- | --------------- | --------------- | ------------------ | ------------------ | ------------------ | ----------- | ----------- | ----------- | ------ | ------ |
| 2000-2001         | Virtus Castelfranco | D                 | 10         | 0          | CI-D            | 0               | 0               | -                  | -                  | -                  | -           | -           | -           | 10     | 0      |
| 2001-2002         | Castelnuovo         | C2                | 2          | 0          | CI-C            | 0               | 0               | -                  | -                  | -                  | -           | -           | -           | 2      | 0      |
| 2002-2003         | Venturina           | D                 | 29         | 1          | CI-D            | 0               | 0               | -                  | -                  | -                  | -           | -           | -           | 29     | 1      |
| 2003-2004         | Versilia 98         | D                 | 30         | 3          | CI-D            | 0               | 0               | -                  | -                  | -                  | -           | -           | -           | 30     | 3      |
| 2004-2005         | San Marino          | C2                | 35+2       | 4          | CI-C            | 0               | 0               | -                  | -                  | -                  | -           | -           | -           | 37     | 4      |
| 2005-2006         | San Marino          | C1                | 30+2       | 0          | CI+CI-C         | 1+0             | 0               | -                  | -                  | -                  | -           | -           | -           | 33     | 0      |
| 2006-2007         | San Marino          | C1                | 26         | 4          | CI-C            | 0               | 0               | -                  | -                  | -                  | -           | -           | -           | 26     | 4      |
| 2007-2008         | San Marino          | C2                | 30+2       | 2          | CI-C            | 5               | 0               | -                  | -                  | -                  | -           | -           | -           | 37     | 2      |
| 2008-2009         | Catanzaro           | 2D                | 31+2       | 3          | CI-LP           | 2               | 0               | -                  | -                  | -                  | -           | -           | -           | 35     | 3      |
| 2009-2010         | Catanzaro           | 2D                | 33+4       | 7          | CI-LP           | 2               | 0               | -                  | -                  | -                  | -           | -           | -           | 39     | 7      |
| Totale Catanzaro  | Totale Catanzaro    | Totale Catanzaro  | 64+6       | 10         |                 | 4               | 0               |                    | -                  | -                  |             | -           | -           | 74     | 10     |
| 2010-2011         | Nocerina            | 1D                | 28         | 2          | CI-LP           | 2               | 0               | -                  | -                  | -                  | SL-PD       | 1           | 0           | 31     | 2      |
| 2011-2012         | Nocerina            | B                 | 37         | 6          | CI              | 2               | 1               | -                  | -                  | -                  | -           | -           | -           | 39     | 7      |
| set. 2012         | Nocerina            | 1D                | 1          | 0          | CI+CI-LP        | 2+0             | 0               | -                  | -                  | -                  | -           | -           | -           | 3      | 0      |
| Totale Nocerina   | Totale Nocerina     | Totale Nocerina   | 66         | 8          |                 | 6               | 1               |                    | -                  | -                  |             | 1           | 0           | 73     | 9      |
| set. 2012-2013    | Lecce               | 1D                | 22         | 0          | CI+CI-LP        | 0+3             | 1               | -                  | -                  | -                  | -           | -           | -           | 25     | 1      |
| 2013-gen. 2014    | L'Aquila            | 1D                | 5          | 0          | CI+CI-LP        | 0+1             | 0               | -                  | -                  | -                  | -           | -           | -           | 6      | 0      |
| gen.-giu. 2014    | Torres              | 2D                | 15+2       | 1          | CI-LP           | -               | -               | -                  | -                  | -                  | -           | -           | -           | 17     | 1      |
| 2014-2015         | Rimini              | D                 | 29         | 6          | CI-D            | 2               | 0               | -                  | -                  | -                  | PS          | 1           | 0           | 32     | 6      |
| 2015-gen. 2016    | Rimini              | LP                | 12         | 0          | CI-LP           | 0               | 0               | -                  | -                  | -                  | -           | -           | -           | 12     | 0      |
| Totale Rimini     | Totale Rimini       | Totale Rimini     | 41         | 6          |                 | 2               | 0               |                    | -                  | -                  |             | 1           | 0           | 44     | 6      |
| gen.-giu. 2016    | Gubbio              | D                 | 12         | 1          | CI-D            | -               | -               | -                  | -                  | -                  | PS          | 3           | 0           | 15     | 1      |
| set.-dic. 2016    | Matelica            | D                 | 13         | 3          | CI-D            | 1               | 0               | -                  | -                  | -                  | -           | -           | -           | 14     | 3      |
| gen.-giu. 2017    | Correggese          | D                 | 8+1        | 1          | CI-D            | -               | -               | -                  | -                  | -                  | -           | -           | -           | 9      | 1      |
| 2017-2018         | San Marino          | D                 | 33         | 3          | CI-D            | 1               | 0               | -                  | -                  | -                  | -           | -           | -           | 34     | 3      |
| Totale San Marino | Totale San Marino   | Totale San Marino | 154+6      | 13         |                 | 7               | 0               |                    | -                  | -                  |             | -           | -           | 167    | 13     |
| 2017-2018         | La Fiorita          | CS                | 0+2        | 0          | CT              | 0               | 0               | UCL                | 2                  | 0                  | SM          | -           | -           | 4      | 0      |
| 2018-2019         | La Fiorita          | CS                | 19+5       | 3          | CT              | 2               | 0               | UCL+UEL            | 1+2                | 0                  | SM          | 1           | 0           | 30     | 3      |
| 2019-2020         | La Fiorita          | CS                | 12         | 0          | CT              | 4               | 1               | UEL                | 2                  | 0                  | -           | -           | -           | 18     | 1      |
| 2020-2021         | La Fiorita          | CS                | 13+3       | 2          | CT              | 5               | 2               | UEL                | 1                  | 0                  | -           | -           | -           | 22     | 4      |
| 2021-2022         | La Fiorita          | CS                | 21+5       | 3+1        | CT              | 2               | 1               | UECL               | 2                  | 0                  | SM          | 1           | 0           | 31     | 5      |
| Totale La Fiorita | Totale La Fiorita   | Totale La Fiorita | 65+15      | 8+1        |                 | 13              | 4               |                    | 10                 | 0                  |             | 2           | 0           | 105    | 13     |
| 2022-2023         | Cosmos              | CS                | 26+4       | 2          | CT              | 1               | 0               | -                  | -                  | -                  | -           | -           | -           | 31     | 2      |
| 2023-2024         | Cosmos              | CS                | 5          | 0          | CT              | 1               | 0               | UECL               | 2                  | 0                  | -           | -           | -           | 8      | 0      |
| Totale Cosmos     | Totale Cosmos       | Totale Cosmos     | 31+4       | 2          |                 | 2               | 0               |                    | 2                  | 0                  |             | 0           | 0           | 39     | 2      |
| Totale carriera   | Totale carriera     | Totale carriera   | 599        | 58         |                 | 39              | 6               |                    | 12                 | 0                  |             | 7           | 0           | 659    | 64     |

### Cronologia presenze e reti in nazionale
| Cronologia completa delle presenze e delle reti in nazionale ― San Marino | Cronologia completa delle presenze e delle reti in nazionale ― San Marino | Cronologia completa delle presenze e delle reti in nazionale ― San Marino | Cronologia completa delle presenze e delle reti in nazionale ― San Marino | Cronologia completa delle presenze e delle reti in nazionale ― San Marino | Cronologia completa delle presenze e delle reti in nazionale ― San Marino | Cronologia completa delle presenze e delle reti in nazionale ― San Marino | Cronologia completa delle presenze e delle reti in nazionale ― San Marino |
| Data                                                                      | Città                                                                     | In casa                                                                   | Risultato                                                                 | Ospiti                                                                    | Competizione                                                              | Reti                                                                      | Note                                                                      |
| ------------------------------------------------------------------------- | ------------------------------------------------------------------------- | ------------------------------------------------------------------------- | ------------------------------------------------------------------------- | ------------------------------------------------------------------------- | ------------------------------------------------------------------------- | ------------------------------------------------------------------------- | ------------------------------------------------------------------------- |
| 23-3-2023                                                                 | Serravalle                                                                | San Marino                                                                | 0 – 2                                                                     | Irlanda del Nord                                                          | Qual. Euro 2024                                                           | -                                                                         |                                                                           |
| 26-3-2023                                                                 | Lubiana                                                                   | Slovenia                                                                  | 2 – 0                                                                     | San Marino                                                                | Qual. Euro 2024                                                           | -                                                                         | 46’                                                                       |
| 16-6-2023                                                                 | Parma                                                                     | San Marino                                                                | 0 – 3                                                                     | Kazakistan                                                                | Qual. Euro 2024                                                           | -                                                                         |                                                                           |
| 19-6-2023                                                                 | Helsinki                                                                  | Finlandia                                                                 | 6 – 0                                                                     | San Marino                                                                | Qual. Euro 2024                                                           | -                                                                         | 89’                                                                       |
| 7-9-2023                                                                  | Copenaghen                                                                | Danimarca                                                                 | 4 – 0                                                                     | San Marino                                                                | Qual. Euro 2024                                                           | -                                                                         |                                                                           |
| 10-9-2023                                                                 | Serravalle                                                                | San Marino                                                                | 0 – 4                                                                     | Slovenia                                                                  | Qual. Euro 2024                                                           | -                                                                         | 87’                                                                       |
| 14-10-2023                                                                | Belfast                                                                   | Irlanda del Nord                                                          | 3 – 0                                                                     | San Marino                                                                | Qual. Euro 2024                                                           | -                                                                         |                                                                           |
| 17-10-2023                                                                | Serravalle                                                                | San Marino                                                                | 1 – 2                                                                     | Danimarca                                                                 | Qual. Euro 2024                                                           | -                                                                         | 75’ 88’                                                                   |
| 17-11-2023                                                                | Astana                                                                    | Kazakistan                                                                | 3 – 1                                                                     | San Marino                                                                | Qual. Euro 2024                                                           | -                                                                         | 46’                                                                       |
| Totale                                                                    |                                                                           | Presenze                                                                  | 9                                                                         |                                                                           | Reti                                                                      | 0                                                                         |                                                                           |

## Palmarès

### Club

#### Competizioni nazionali
- Lega Pro Prima Divisione: 1

Nocerina: 2010-2011 (Girone B)
- Supercoppa di Lega di Prima Divisione: 1

Nocerina: 2011
- Serie D: 2

Rimini: 2014-2015 (Girone D)
Gubbio: 2015-2016 (Girone E)
- Campionato sammarinese: 2

La Fiorita: 2017-2018, 2021-2022
- Coppa Titano: 2

La Fiorita: 2017-2018, 2020-2021
- Supercoppa di San Marino: 2

La Fiorita: 2018, 2021

### Individuale
- Pallone di Cristallo: 1

2022